# Liste der Monuments historiques in Caraman
Die Liste der Monuments historiques in Caraman führt die Monuments historiques in der französischen Gemeinde Caraman auf.

## Liste der Bauwerke
| Bezeichnung                     | Beschreibung | Standort | Kennzeichnung | Schutzstatus | Datum | Bild |
| ------------------------------- | ------------ | -------- | ------------- | ------------ | ----- | ---- |
| Château du Croisillat (Schloss) |              | (Lage)   | PA00135450    | Inscrit      | 1995  |      |
| Hôtel de Malbos                 |              | (Lage)   | PA00094668    | Inscrit      | 1992  |      |